# Itinga do Maranhão
Itinga do Maranhão är en kommun i Brasilien.   Den ligger i delstaten Maranhão, i den nordöstra delen av landet, 1 300 km norr om huvudstaden Brasília. Antalet invånare är 24 891.
Omgivningarna runt Itinga do Maranhão är huvudsakligen savann. Runt Itinga do Maranhão är det mycket glesbefolkat, med 7 invånare per kvadratkilometer.